# Marta Custic
Marta Custic (* 9. Februar 2002) ist eine spanische Tennisspielerin.

## Karriere
Marta Custic Braut begann mit fünf Jahren das Tennisspielen und spielt hauptsächlich auf Turnieren der ITF Women’s World Tennis Tour, wo sie bislang aber noch keinen Titel gewinnen konnte.
2019 siegte sie im Damendoppel zusammen mit ihrer Partnerin Elizabeth Mandlik beim J1 Roehampton. Bei den Australian Open 2019 erreichte sie zusammen mit ihrer Partnerin Helene Pellicano das Viertelfinale im Juniorinnendoppel. Bei den US Open 2019 erreichte sie mit ihrer Partnerin Alina Tscharajewa das Achtelfinale.
Ihr erstes Turnier der WTA Tour spielte sie Ende April 2021, als sie eine Wildcard für die Qualifikation der Mutua Madrid Open 2021 erhielt. Sie verlor aber bereits ihr Erstrundenmatch gegen Danka Kovinić mit 3:6 und 2:6.
Ihr bislang letztes internationale Turnier spielte Custic im Juli 2021. Sie wird daher nicht mehr in der Weltrangliste geführt.